# Antoni Ribas Costa
Antoni Ribas Costa, també conegut com a Toni Bessó (Santa Agnès de Corona, Sant Antoni de Portmany, 1951) ha estat un polític eivissenc.

## Trajectòria
Llicenciat en enginyeria agrònoma, fou elegit diputat a les eleccions al Parlament de les Illes Balears de 1983 dins les llistes de la coalició Alianza Popular-Partit Demòcrata Popular-Unió Liberal. Fou nomenat conseller de Medi Ambient del Consell Insular d'Eivissa i Formentera i durant el seu mandat fou secretari de la Comissió d'Ordenació Territorial i encarregat d'elaborar un Pla de Defensa Paisatgística des Amunts.
Va deixar el càrrec en juliol de 1984. El Grup d'Estudis de la Naturalesa (GEN) li atorgà el primer Premi Savina de 1987 en reconeixement de la seua tasca en defensa del paisatge. Posteriorment ha treballat com a enginyer tècnic a l'ajuntament de Sant Antoni de Portmany.